# Гурьева, Людмила Борисовна
Людмила Борисовна Гурьева (12 марта 1977, Алма-Ата, Казахская ССР, СССР) — казахстанская биатлонистка, победительница зимних Азиатских игр в эстафете.

## Спортивная биография
Заниматься биатлоном Людмила Гурьева начала в Алма-Атинском клубе ЦСКА. В рамках Кубка мира казахстанская биатлонистка дебютировала в сезоне 1994/95. Первым стартом для Гурьевой стала индивидуальная гонка на 4-м этапе в немецком Рупольдинге, где Людмила заняла 30-е место. На следующем этапе в итальянской Антерсельве казахстанская спортсменка стала 40-й в спринтерской гонке. Самые высокие в рамках Кубка мира Гурьевой были завоёваны в сезоне 1997/98, когда она четыре раза попадала в число 30-ти лучших, а по итогам сезона завоевала 62-е место в общем зачёте.
В 1998 году Гурьева дебютировала на зимних Олимпийских играх в Нагано. На Играх казахстанская биатлонистка выступила в двух дисциплинах. В индивидуальной гонке на 15 километров Гурьева стартовала под 47-м номером после всех основных претенденток на медали. Уже на первом огневом рубеже Людмила допустила промах, что сразу отбросило её на 34-е место. Отстреляв на втором рубеже без промахов, Гурьева поднялась на 16-ю позицию, отставая от лидера на 1:19,5. На следующих двух огневых рубежах Гурьева трижды не смогла поразить цель и по итогам гонки заняла итоговое 23-е место, отстав от финишировавшей первой болгарской биатлонистки Екатерины Дафовски на 3:50,8. В эстафетной гонке Гурьева стартовала на заключительном четвёртом этапе. К моменту старта Людмилы казахстанская сборная находилась на 11-м месте, уступая лидерам почти 5 минут. Уже в стрельбе из положения лёжа Гурьевой пришлось использовать все три дополнительных патрона, что ещё более увеличило отставание от лидирующих сборных. Вторую стрельбу казахстанская спортсменка провела чисто, что позволило сохранить сборной 11-е место по итогам гонки, с отставанием от победившей сборной Германии в 5:09,3.
На зимних Азиатских играх 1999 года в южнокорейском Канвондо Гурьева стала обладательницей своей первой значимой награды. Казахстанская биатлонистка стала обладательницей золотой медали в составе эстафетной сборной. В индивидуальных соревнованиях Гурьева также была к завоевания призовых мест, но в спринте она пришла к финишу 5-й, а в индивидуальной гонке стала 8-й.
Казахстан на зимних Олимпийских играх 2002 года мог выставить всего одну спортсменку для участия в индивидуальных гонках. Борьба за единственную путёвку развернулась между Гурьевой и Еленой Дубок. В итоге право представлять Казахстан на Играх в Солт-Лейк-Сити завоевала Дубок, а Гурьева после окончания сезона 2001/2002 приняла решение завершить спортивную карьеру.